# ويليام بوكانان
ويليام بوكانان (بالإنجليزية: William Buchanan)‏ (27 يوليو 1911 في المملكة المتحدة - ) هو لاعب كرة قدم بريطاني في مركز نصف الجناح. لعب مع نادي كوينز بارك.